# Cannibal Ox
I Cannibal Ox sono un gruppo statunitense di hip hop. Ne fanno parte Vast Aire e Vordul Mega (detto Vordul Megilah).

## Storia del gruppo
Vast Aire e Vordul Megilah, entrambi di Harlem, si possono considerare due tra i performer che più hanno favorito i primi movimenti indie. Insieme costituiscono la Atoms Family e poi i Cannibal Ox all'inizio degli anni 1990 quando, di pari passo con la sfrenata diffusione del G-funk e del gangsta rap che esplode in classifica, si va formando un movimento parallelo di etichette indipendenti che  proliferano soprattutto nell'underground.
L'approccio dei Cannibal Ox alla musica è sperimentale e d'avanguardia, come molti artisti della Def Jux: il flow si alterna sui beat futuristici, con i tipici loop minimali. Il nome Cannibal Ox scaturisce dall'unione di Cannibal (cannibale) e Ox (termine inteso come lama affilata): i due rapper si vedono come divoratori della loro stessa specie, utilizzando parole affilate come lame.
Inizialmente membri della crew Atoms Family si fanno conoscere nell'underground dal 1995 al 1997, l'anno seguente tengono alcuni concerti europei partecipando al Little Johnny Tour con i Company Flow, Mr. Lif e BMS. Tornati a New York ricominciano il lavoro di espansione del loro suono giungendo ad esibirsi a Boston e Chicago. Nel 1999 è un anno importante per la band: la CP Records pubblica la compilation Persecution Of Hip Hop, in cui Vast Aire realizza il brano Adversity Strikes che ha molto successo diventando punto fisso di molti mixtapes nei due anni successivi.
Dietro l'inventiva lirica dei Cannibal Ox si cela l'intuito alternativo di El-P, uno dei fondatori della Def Jux e loro produttore. Nel maggio del 2001 esce The Cold Vein, LP di debutto del duo, preceduto da un singolo e da un 12”. Il progetto ha un buon successo a livello underground e conferma il talento del duo. Vast Aire realizza poi progetti solisti posteriori all'LP, come Look Mom No Hands. Attualmente è uno degli MC più quotati di tutto l'underground newyorkese.

## Discografia

### Album in studio
- 2001 - The Cold Vein (Definitive Jux)
- 2015 - Blade of the Ronin

### EP e Singoli
- 2000 - "DPA" / "Simian Drugs" / "Simple" b/w "Iron Galaxy", "Straight Off The D.I.C." - Company Flow/Cannibal Ox Double 12" (Definitive Jux)
- 2001 - "Vein" b/w "A B-Boy's Alpha" (Definitive Jux)
- 2001 - "The F Word" CD/12" (Definitive Jux)
- 2003 - "Cosmos" b/w "Streets Be Testin' You" - Cannibal Ox feat. Rob Swift/Invisible Split 12" (Tableturns, Inc.)
- 2004 - "Mcgraths' on ya radio" CD/12" - Cannibal Ox feat. Emcee McGree(Definitive Jux)
- 2007 - "Bungee chords and fallopian tubes" CD/12" - Cannibal Ox feat. Frank Spank + Dave The Rave (Baby Grande Records)
- 2013 - "Gotham" - IGC Records